# Restinga

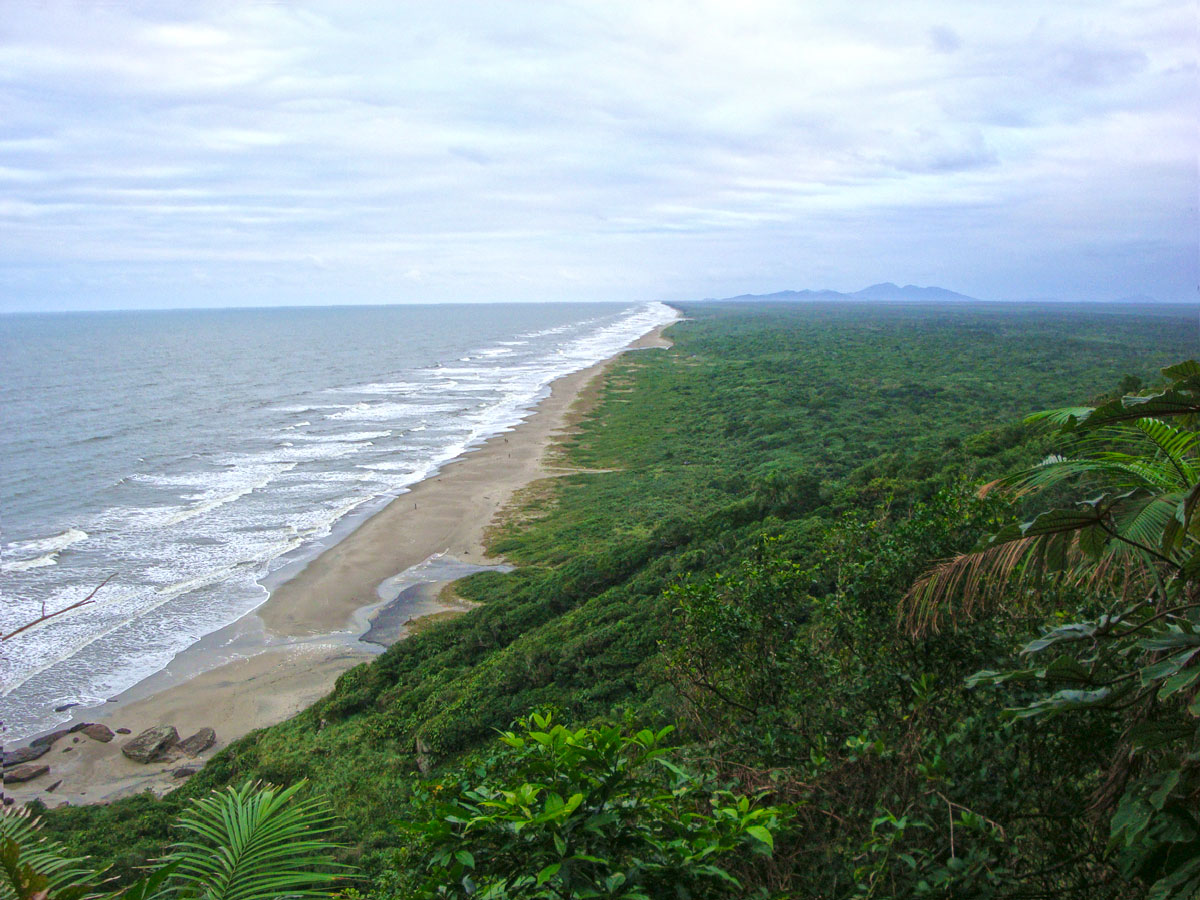
Restinga na praia da Jureia, em Iguape, SP.

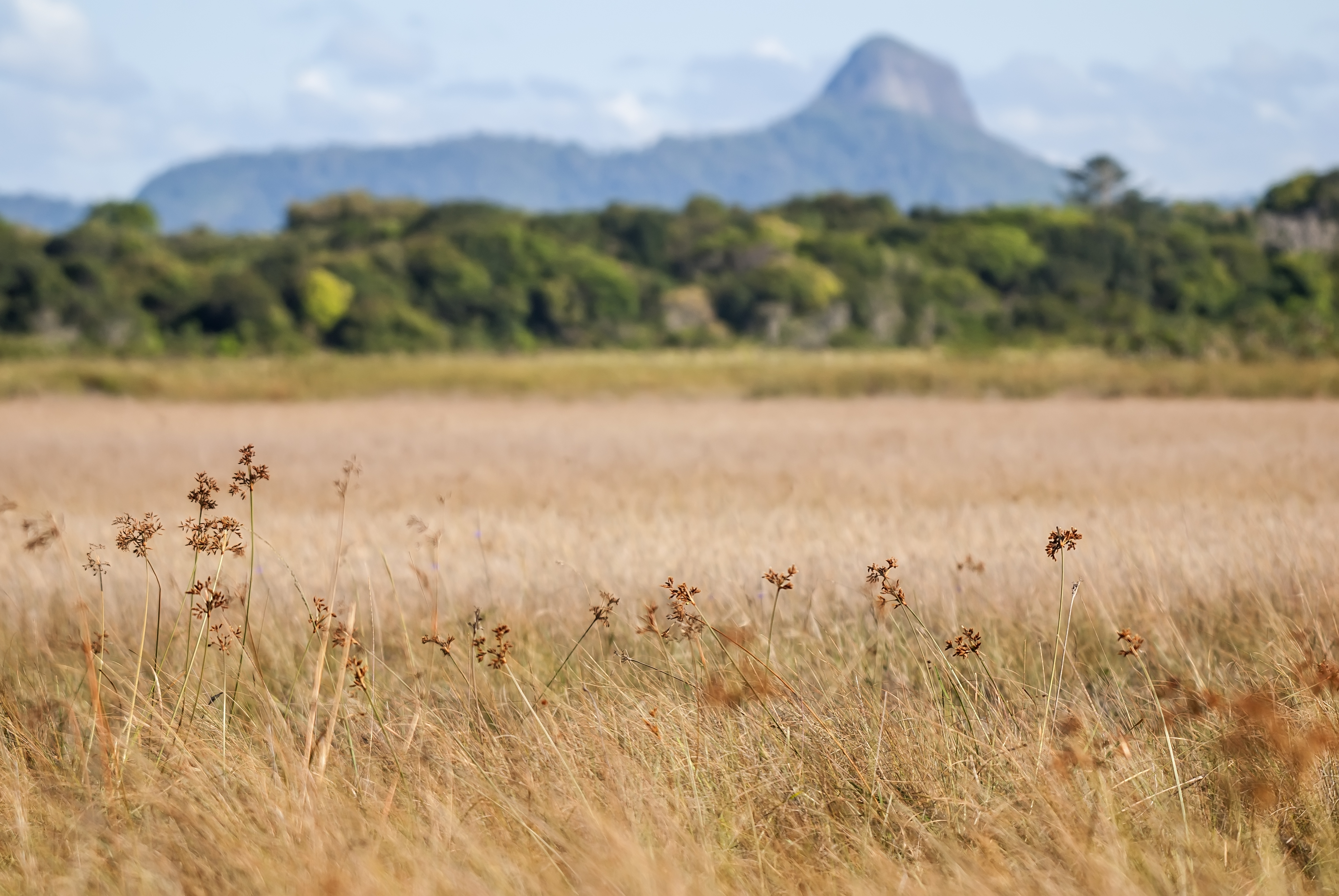
Restinga, com fisionomias herbácea e florestal, no Parque Estadual Paulo Cesar Vinha, em Guarapari, ES.

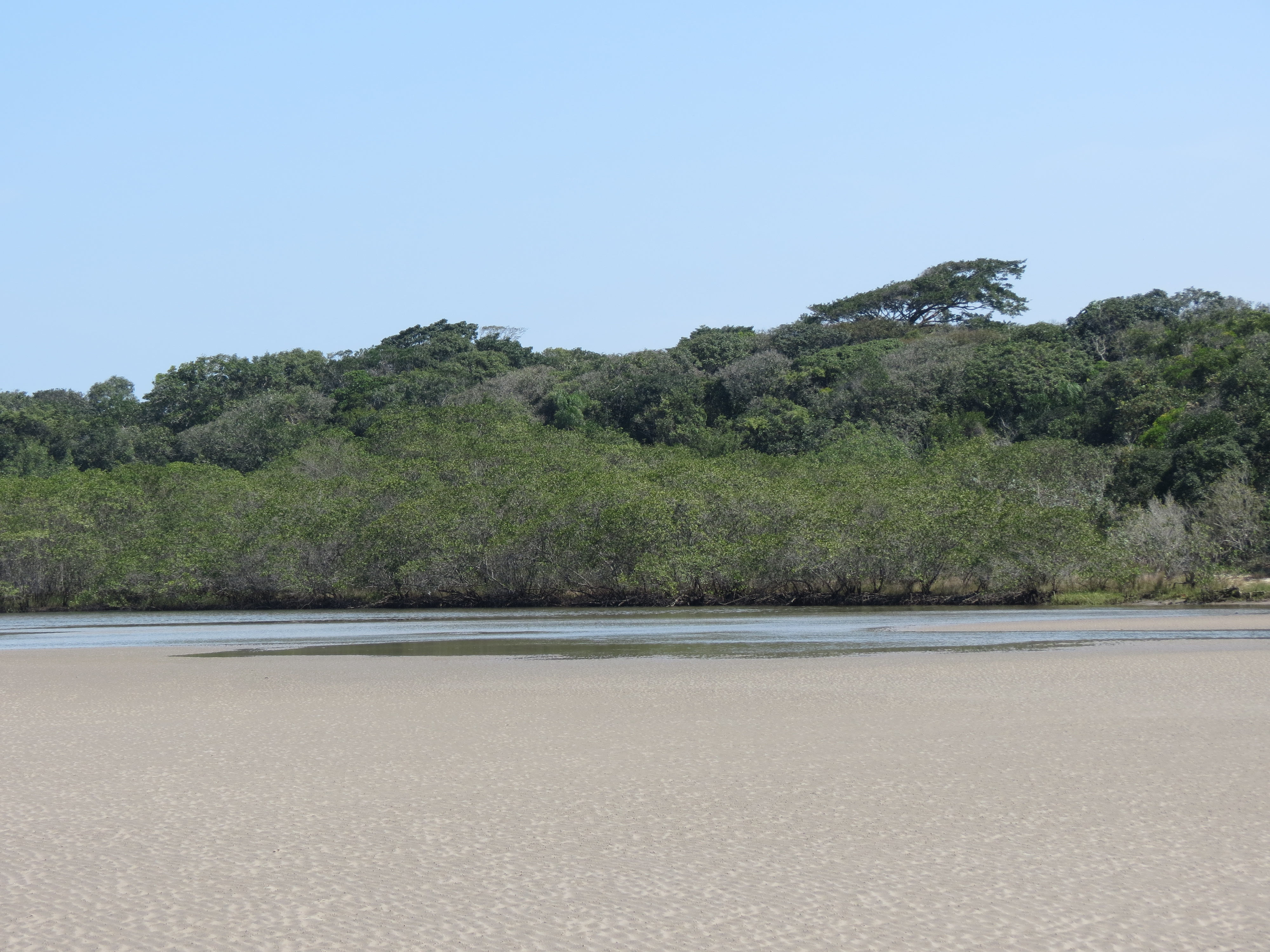
Habitat de restinga na praia de Itaguaré, Bertioga, SP.

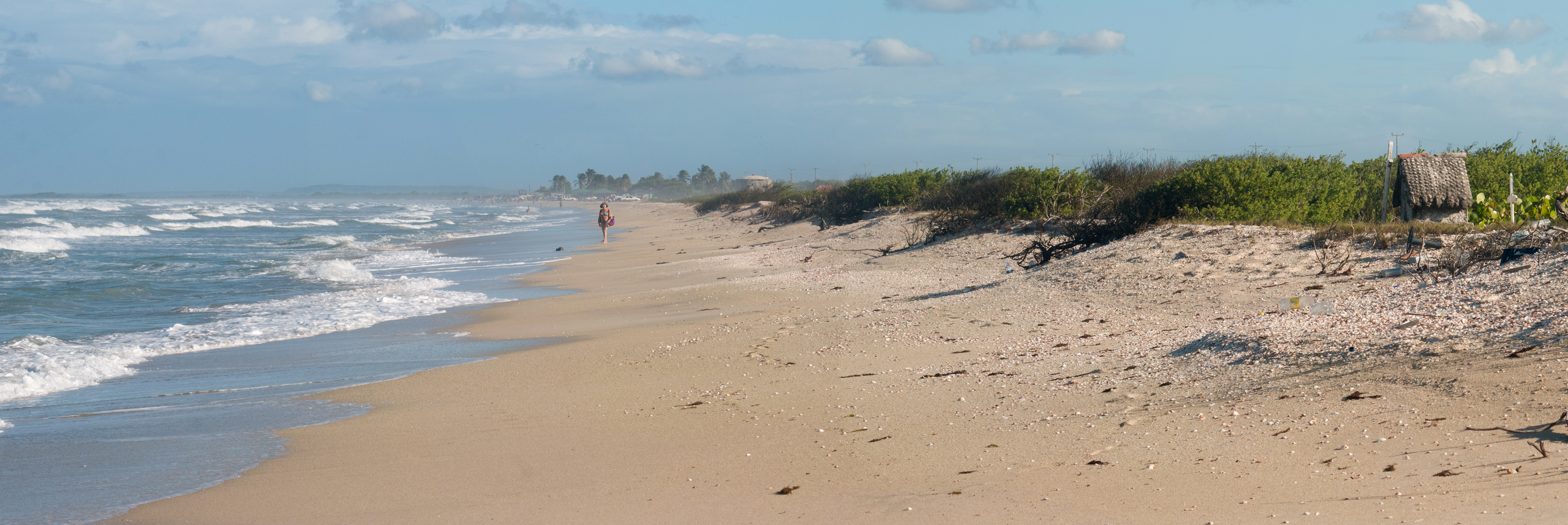
Habitat de restinga em Ilha de Margarita, Venezuela.

Restinga é um tipo de ecossistema. De acordo Cerqueira et al (2000) existe uma confusão no uso de termos para os ambientes costeiros, devido a falta de padronização para os ambientes costeiros. Parte da imprecisão se deve ao fato do termo ser usado para fazer referência ao tipo de substrato onde normalmente se desenvolve. Os cordões arenosos, praias e outros depósitos sedimentares na região costeira são elementos da geodiversidade onde a Restinga se desenvolve.
A palavra “Restinga” designa vegetação estabelecida em substratos arenosos do Quaternário sujeitos às influências marinhas ou flúvio-marinhas (Flexor et al. 1984; Sugiyama 1998).
Segundo o glossário dos termos genéricos dos nomes geográficos do IBGE (2018), restinga é uma feição linear subparalela à linha de praia, formada pelo acúmulo de sedimentos decorrente da ação de processos marinhos. É um tipo de barreira costeira que se restringe apenas ao cordão litorâneo que fecha parcialmente as embocaduras de rios, as angras, baías ou pequenas lagunas. Ocorre nas planícies litorâneas de contorno irregular, nas proximidades de desembocaduras de rios e falésias que possam fornecer sedimentos arenosos. Termo utilizado também para denominação de curso de água.
Ainda de acordo com o Manual Técnico da Vegetação Brasileira do IBGE (2012) a restinga possui as seguintes formações: Formação Pioneira com influência marinha; Formação Pioneira com influência marinha arbórea; Formação Pioneira com influência marinha arbustiva e Formação Pioneira com influência marinha herbácea.
Segundo Samuel et al (2024), as formações de restinga são definidas como a vegetação que cobre sedimentos costeiros arenosos depositados durante o período Quaternário, independentemente de sua fisionomia. Elas são geralmente caracterizadas como áreas de confluência entre espécies vegetais associadas a diversos domínios fitogeográficos. No entanto, estudos florísticos e biogeográficos detalhados ainda são necessários para definir melhor seus padrões de distribuição, as origens de suas espécies vegetais e suas afinidades biogeográficas. Embora compartilhem espécies com outros ecossistemas, as restingas exibem uma composição florística única, representando uma flora costeira. Além disso, as restingas do Norte e Nordeste do Brasil são subdivididas biogeograficamente de acordo com setores previamente reconhecidos da costa do país. A variação na composição florística dentro do grupo de restingas está associada a fatores como distância geográfica, variáveis geomorfológicas e climáticas
Podem apresentar vários tipos de fisionomias: herbáceas, arbustivas e arbóreas.

## No Brasil
No Brasil, alguns autores, como Löfgren (1898), usam o termo "restinga" apenas para o tipo de terreno, chamando sua vegetação de "nhundú" ou "jundú". Para outros, a restinga pode ser definida como um terreno arenoso e salino, próximo ao mar e coberto de plantas herbáceas características. Ou ainda, de acordo com a Resolução 07, de 23 de julho de 1996, do CONAMA, "entende-se por vegetação de restinga o conjunto das comunidades vegetais, fisionomicamente distintas, sob influência marinha e fluvio-marinha. Estas comunidades, distribuídas em mosaico, ocorrem em áreas de grande diversidade ecológica sendo consideradas comunidades edáficas por dependerem mais da natureza do solo que do clima"."
As restingas se distribuem geograficamente ao longo do litoral brasileiro, desde o Amapá até o Rio Grande do Sul, em pontos específicos na extensão de mais de 5000km, não ocorrendo de forma contínua. As principais formações ocorrem no litoral de São Paulo, Rio de Janeiro, Espírito Santo, Alagoas, Sergipe e Bahia. Um exemplo é a Restinga da Marambaia, no litoral do Rio de Janeiro. Há também no norte do Brasil indo até o interior do Rio Amazonas. No litoral amazônico, por exemplo, as Restingas correspondem a ambientes que se constituem de um complexo de comunidades de plantas ocorrendo sobre planícies arenosas costeiras quaternárias, apenas de influência marinha e com pequenas elevações e diferentes fitofisionomias, e estão concentradas no nordeste do Pará (Bastos 1996; IBGE 2004; Silva et al. 2010). Na Amazônia, as restingas ocupam uma área estimada em 1.000 km2 (Pires, 1973).

### Fisionomias
Correspondência entre os esquemas de diversos autores para as fisionomias da restinga:
| Ule (1901)                    | Rizzini (1979)                       | Araújo e Henriques (1984)                            | Pereira (2003)                     |
| ----------------------------- | ------------------------------------ | ---------------------------------------------------- | ---------------------------------- |
|                               |                                      | halófila, psamofitas reptantes, praial graminóide    | herbácea aberta de praia           |
|                               |                                      |                                                      | herbácea fechada inundável         |
|                               | brejo das ciperáceas                 | brejo herbáceo                                       | herbácea inundada                  |
|                               |                                      | pós-praia                                            | herbácea fechada de cordão arenoso |
|                               | thicket baixo de pós-praia           | Palmae                                               | arbustiva fechada não inundável    |
| Myrtenrestinga                | thicket de Myrtaceae                 |                                                      | arbustiva fechada não inundável    |
| Sumpfrestinga                 |                                      |                                                      | arbustiva fechada inundável        |
| Clusiarestinga, Heiderestinga | scrub de Clusia e scrub de Ericaceae | aberta de Clusia e aberta de Ericaceae não inundável | arbustiva aberta não inundável     |
| Clusiarestinga, Heiderestinga | scrub de Clusia e scrub de Ericaceae | aberta de Clusia e aberta de Ericaceae inundável     | arbustiva aberta inundável         |
|                               |                                      | floresta arenosa litorânea (mata seca)               | florestal não inundável            |
|                               |                                      | mata de Myrtaceae                                    | florestal inundável                |
|                               |                                      |                                                      | florestal inundada                 |

### Proteção legal

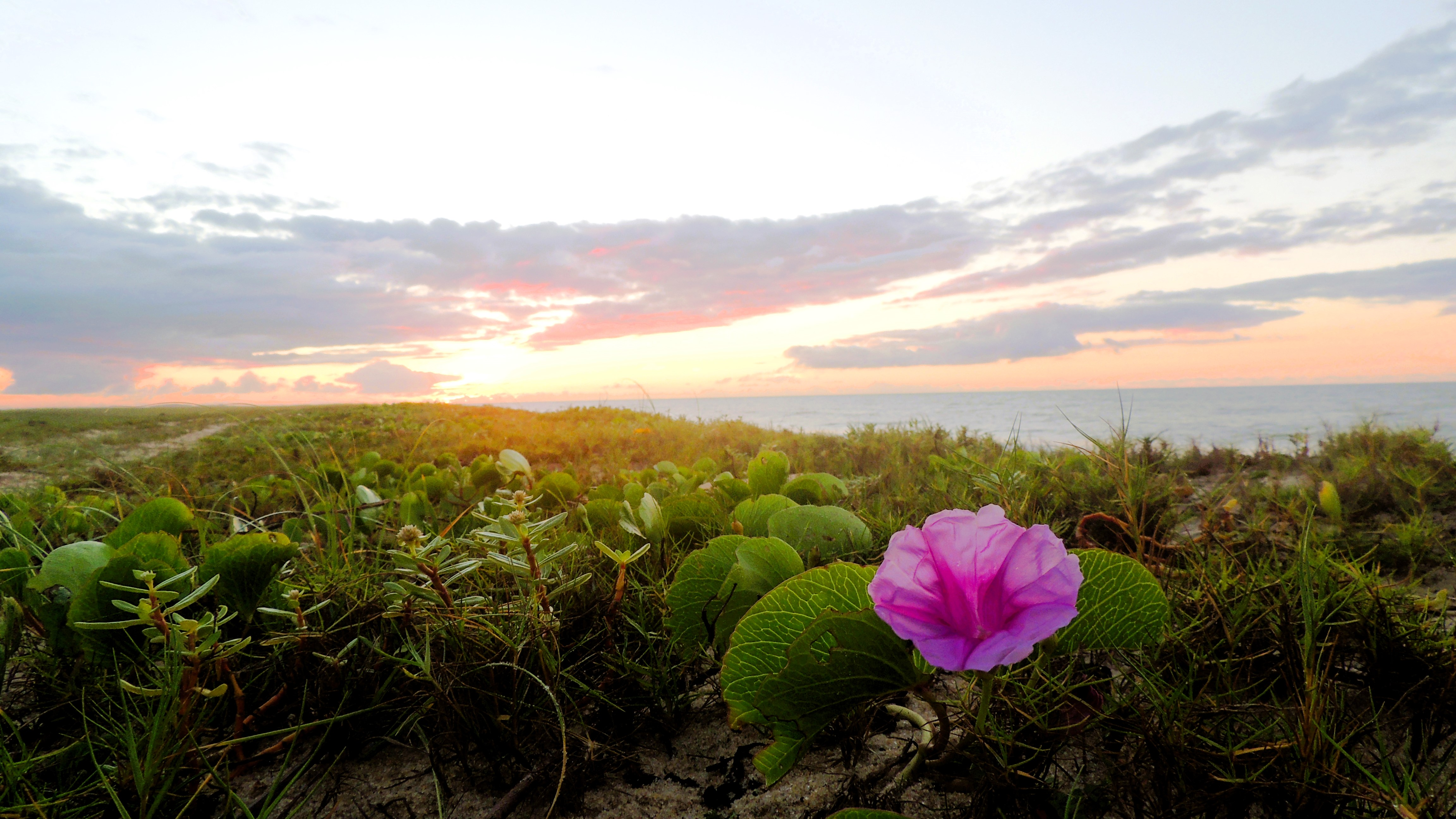
Restinga de Jurubatiba

Para conter a degradação destas áreas geográficas, que são as restingas, garantindo, especialmente, que estas possam continuar exercendo sua importante função ambiental de fixadoras de dunas e estabilizadoras de manguezais, o Código Florestal brasileiro (Lei, de 25 de maio de 2012) enquadra as áreas das restingas como Áreas de Preservação Permanente - APP, que não podem ser devastadas e ocupadas, conforme inciso VI do art.4º e 7º da Lei. A Resolução Conama 303, de 20 de março de 2002, que dispõe sobre parâmetros, definições e limites de APP, estabelece que constitui APP a área situada nas restingas: em faixa mínima de 300 m, medidos a partir da linha de preamar máxima; ou em qualquer localização ou extensão, quando recoberta por vegetação com função fixadora de dunas ou estabilizadora de mangues.

## Em Portugal
São exemplos de restingas os cordões de areia que formam a Ria de Aveiro ou a Ria Formosa, assim como diversas lambdas arenosas na foz de alguns rios, como é o caso do Cabedelo na foz do Rio Douro.
Em Portugal, restinga também significa escolho, recife, como no topónimo Ponta da Restinga nos Açores.